# 449
449 (CDXLIX) fue un año común comenzado en sábado del calendario juliano, en vigor en aquella fecha.
En el Imperio romano, el año fue nombrado el del consulado de Astirio y Romano, o menos comúnmente, como el 1202 Ab urbe condita, adquiriendo su denominación como 449 a principios de la Edad Media, al establecerse el anno Domini.

## Acontecimientos
- Vortigern se alía con Hengest y Horsa, por tradición los caudillos de los jutos, quienes lideraron la invasión anglosajona de Britania (fecha tradicional). Esto se da tras el abandono de Britania por el poder imperial y su división en reinos locales que no pueden contener la invasión.[1]
- 3 de agosto: Se inaugura el II Concilio de Éfeso, presidido por Dióscoro, patriarca de Alejandría. Flaviano, patriarca de Constantinopla, y Domno II, patriarca de Antioquía, son depuestos el 8 de agosto.
- Octubre: Un sínodo romano repudia todas las decisiones del II Concilio de Éfeso.